# Strophanthus parviflorus
Strophanthus parviflorus är en oleanderväxtart som beskrevs av Adrien René Franchet. Strophanthus parviflorus ingår i släktet Strophanthus och familjen oleanderväxter. Inga underarter finns listade i Catalogue of Life.